# Gianluca Leoni
Gianluca Leoni (Cesena, 18 febbraio 1965) è un allenatore di calcio ed ex calciatore italiano, di ruolo centrocampista.

## Carriera
Conta 54 presenze e 2 reti in Serie A con la maglia del Cesena; ha inoltre giocato in Serie B sia con il Cesena che, per una stagione, con il Treviso.

## Palmarès

### Club

#### Competizioni nazionali
- Serie C1: 1

Treviso: 1996-1997